# Iver Lawson

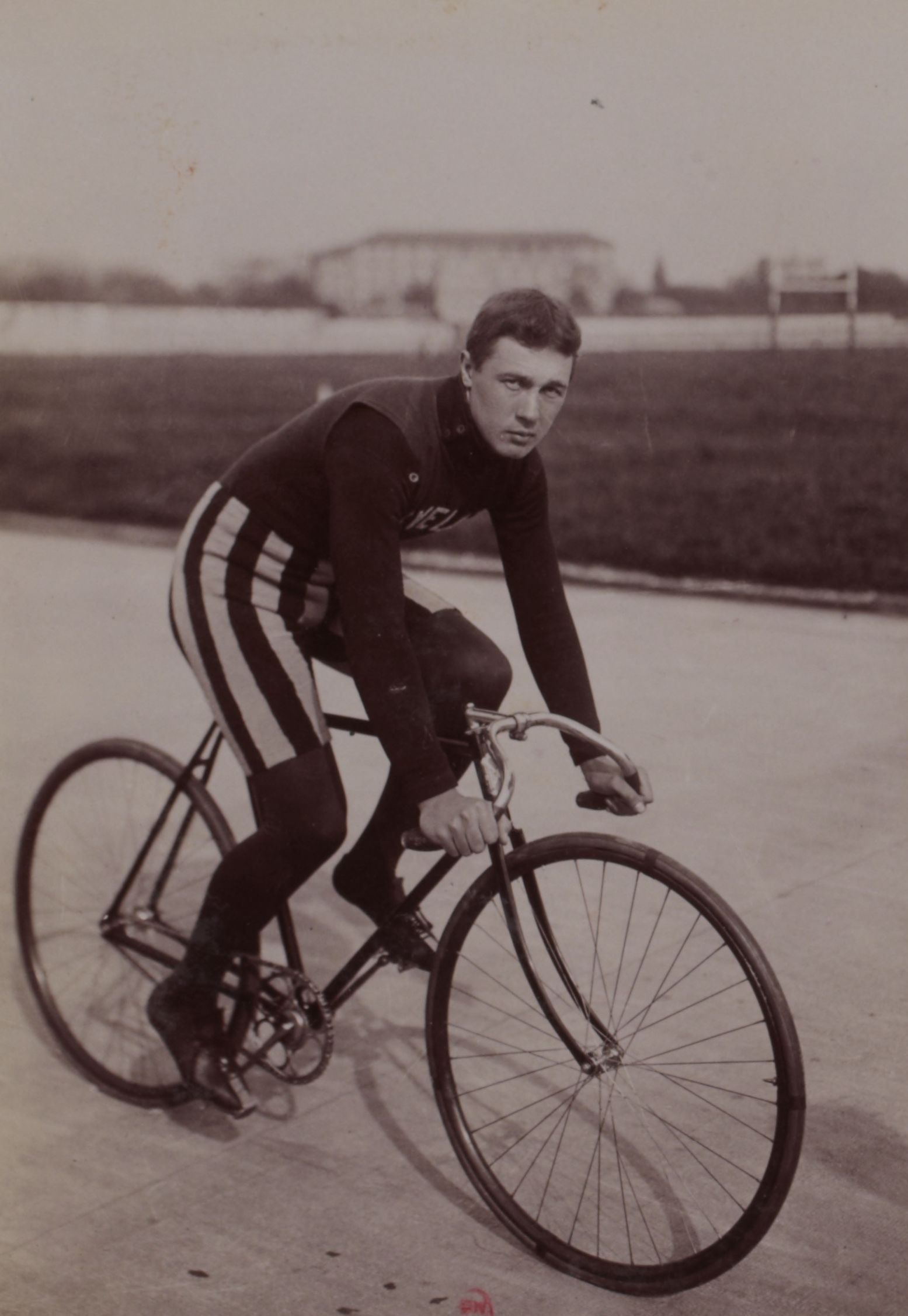
Iver Lawson (1902)

Iver Lawson (* 1. Juli 1879 in Norrköping; † 1937 in Provo, Utah) war ein US-amerikanischer Radrennfahrer.
Iver Lawson wurde als Yvar Larsson in Schweden geboren. 1895 wanderte er gemeinsam mit seinen beiden Brüdern in die USA aus. Sie ließen sich in Chicago nieder, wo sie dem Swedish-American Cycling Club beitraten. Dort änderte Lawson auch seinen Namen.
Lawson begann mit dem Radsport noch in Schweden, er war ebenso wie seine beiden Brüder Mitglied im Norrköping Bicycle Club. Seine Disziplin war das Fliegerrennen auf der Radrennbahn. 1904 holte er sich den Weltmeistertitel in London. 1904 gewann er auch den Grand Prix de Reims, einen der ältesten Wettkämpfe für Bahnsprinter in Frankreich, sowie den Großen Preis von Hannover und den Großen Preis von Berlin.
Später fuhr er auch bei Sechstagerennen. Im Juli 1901 stellte er gemeinsam mit John Chapman einen Tandem-Weltrekord in Salt Lake City mit 9 Minuten und 44 Sekunden über fünf Meilen auf, der 50 Jahre lang Bestand hatte.
Lawson war ein erbitterter Gegner des schwarzen Rennfahrers Major Taylor, gegen den er sich gemeinsam mit seinem Rennfahrerkollegen Floyd MacFarland nicht nur unsportlich, sondern auch rassistisch verhielt. Auch ansonsten war er für sein unsportliches Verhalten berüchtigt.
Die beiden Brüder von Iver Lawson, John (1871–1916) und Gus, waren auch auf der Radrennbahn aktiv, John als Fahrer, Gus als Schrittmacher. Gus Lawson erlitt am 8. September 1913 bei einem Sturz auf der Radrennbahn in Köln-Riehl tödliche Verletzungen.
Iver Lawson soll in seinen letzten Lebensjahren als Kartengeber in einem Casino in der Nähe von Salt Lake City gearbeitet haben. Er starb im Jahre 1937 in Provo (Utah) nach einem Sturz aus dem Fenster. Er hatte den Tod seines Bruders Gus nie verwunden und war alkoholabhängig.